# Stephen Trask

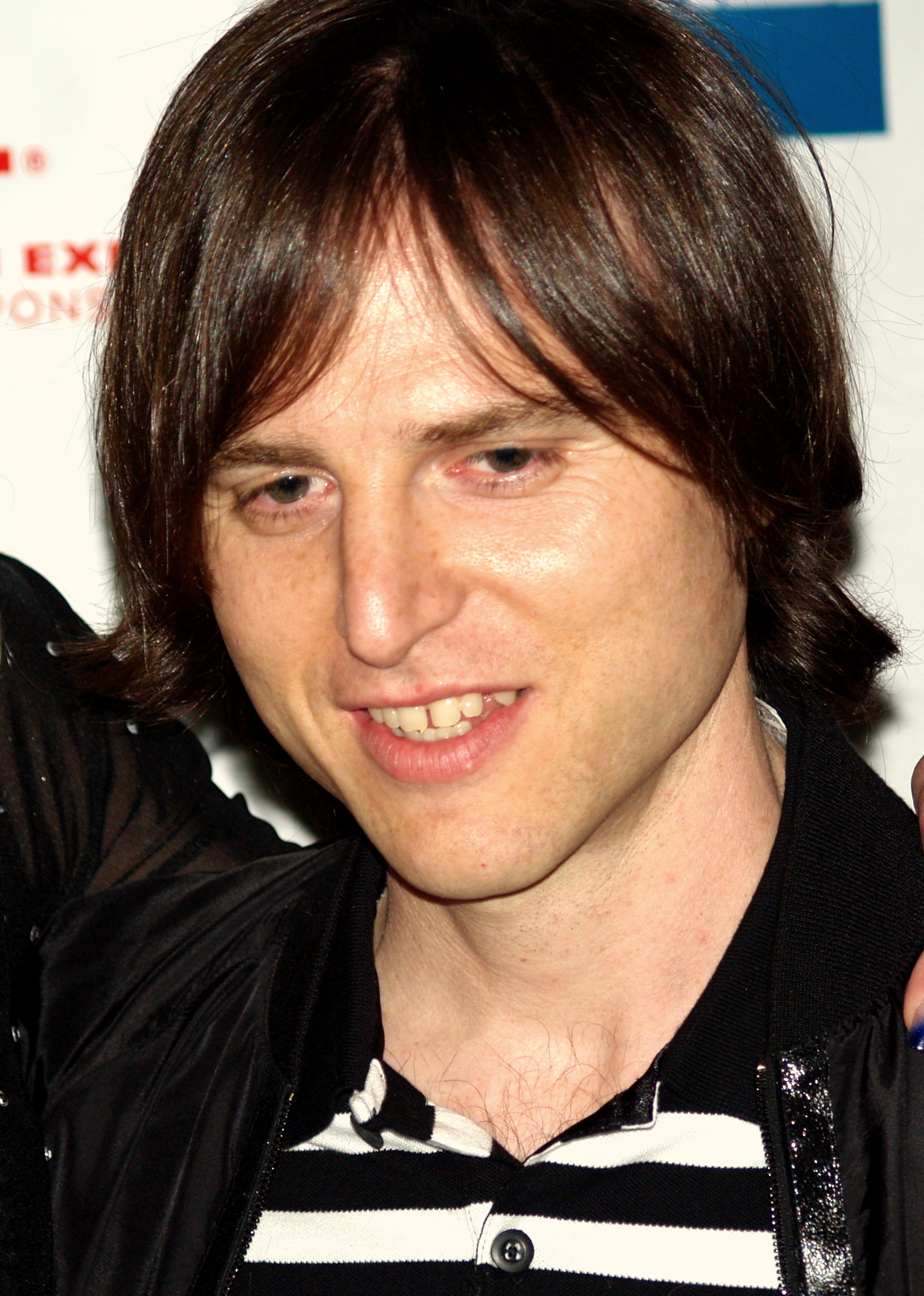
Stephen Trask (2008)

Stephen Trask (* 1967) ist ein US-amerikanischer Komponist. 

## Biografie
Nach seinem Schulabschluss 1984 an der Williams School studierte Stephen Trask Musik an der Wesleyan University, wo er 1989 seinen Abschluss machte. Anschließend zog er nach Brooklyn, New York City, wo er versuchte sich als Rockmusiker zu etablieren. Stattdessen arbeitete er als Masseur, Pizzabote und in anderen Nebenjobs, wenn er nicht arbeitslos war.
Anfang der 1990er entwickelte er gemeinsam mit dem Filmemacher John Cameron Mitchell die Figur der Hedwig, eines in Ost-Berlin aufgewachsenen Transgender-Rockmusikers, für Auftritte in der New Yorker Drag-Bar Squeezebox. Daraus entstand 1998 das erfolgreiche, mit zwei Obie Awards ausgezeichnete Off-Broadway-Musical Hedwig and the Angry Inch und drei Jahre später die Filmversion des Musicals, wiederum mit Mitchell in der Titelrolle. Der Film wurde auf dem Sundance Film Festival 2001 uraufgeführt und gewann dort den Regie- und den Publikumspreis. Im gleichen Jahr wurde das Stück mit dem Lambda Literary Award ausgezeichnet. Bei den Chlotrudis Awards 2002 gewann Mitchell den Preis als bester Hauptdarsteller. Bei den Internationalen Filmfestspielen in Berlin (Berlinale) wurde der Film 2001 in der Sektion "PANORAMA" gezeigt und gewann den Teddy Award.
Seitdem er mit diesem Film als Komponist für Langspielfilme debütierte, konnte sich Trask als Filmkomponist etablieren und schrieb die Musik zu Filmen wie Station Agent und Plan B für die Liebe. Er arbeitete unter anderem auch mit dem Regisseur Paul Weitz zusammen und komponierte für dessen Regiearbeiten Reine Chefsache, Mitternachtszirkus – Willkommen in der Welt der Vampire und Meine Frau, unsere Kinder und ich die Musik. Für seine Arbeit an Star Camp wurde er bei den Satellite Awards 2003 für die Beste Filmmusik nominiert.
Seit April 2020 ist Trask mit dem Hochschullehrer für Anglistik Michael Trask verheiratet. Trask gab im Mai 2021 bekannt, dass er nicht-binär ist und sowohl die Pronomen er/him als auch sie/ihr verwendet.

## Filmografie (Auswahl)
- 2001: Hedwig and the Angry Inch
- 2003: Prey for Rock & Roll
- 2003: Star Camp
- 2003: Station Agent
- 2004: Reine Chefsache (In Good Company)
- 2006: American Dreamz – Alles nur Show (American Dreamz)
- 2006: In the Land of Women
- 2007: Die Geschwister Savage (The Savages)
- 2007: Zauber der Liebe (Feast of Love)
- 2008: Spritztour (Sex Drive)
- 2009: Mitternachtszirkus – Willkommen in der Welt der Vampire (Cirque du Freak: The Vampire’s Assistant)
- 2010: Meine Frau, unsere Kinder und ich (Little Fockers)
- 2010: Plan B für die Liebe (The Back-Up Plan)
- 2012: So Undercover
- 2013: Lovelace
- 2013: Zugelassen – Gib der Liebe eine Chance (Admission)
- 2014: Das Geheimnis des Balletttänzers (Match)
- 2023: I’ll Be There